# HaremKingdom
《HaremKingdom》是SMEE在2020年2月28日發售的戀愛冒險類型成人遊戲，2021年9月24日發售英文版。2020年發售2部Fan disc《HaremじゃないよKingdom》ソフィーヤ＆光＆キキ篇與シャルローネ＆マルー篇。

## 故事
原本過著平凡生活的主角與光，兩人在某天突然被傳送到パルエッタ王國並被帶到王宮。由於主角是王族的唯一末裔而成為新任國王，為了延續王室血脈主角被迫與5名女性開始過著後宮生活。

## 角色
主角
本作的男主角，姓名由玩家自訂。4年級大學生，與養母同住，沒有幼童時期的記憶。
光（聲優：北大路ゆき）
主角的青梅竹馬，4年級大學生，從小學開始與主角在一起。在來到パルエッタ王國后成為主角的女僕。
（聲優：月野きいろ）
主角的未婚妻，來自シアリーズ聖王國的公主。
キキ（聲優：歩サラ）
小時候被雙親出賣的奴隸，由於解救主角後來被收留成為女僕。
（聲優：御苑生メイ）
主角的未婚妻，來自エルスパ的貴族大小姐。
（聲優：木住葵）
パルエッタ王國的宰相，主角的姊姊。

## 主題曲
片頭曲「ultimate breaKING」
作詞：，作曲、編曲：人狼仮面，主唱：isle
片尾曲「曉のLeaf Boat」
作詞：，作曲、編曲：&大津村正，主唱：isle

## 評價
《HaremKingdom》在Getchu.com舉辦的美少女遊戲大獎2020中獲得綜合部門第20名、劇情部門第10名。另外在萌系遊戲大賞2020中獲得的色情系作品PINK獎金獎。

## 外部連結
- 官方網站 （页面存档备份，存于）（日語）